# Егоров, Ростислав Васильевич
Ростислав Васильевич Егоров — советский инженер, участник строительства атомных объектов, лауреат Сталинской премии.
 С 21 ноября 1947 года работал на объекте «А» (комбинат № 817): радиоинженер, старший инженер управления, с 1 апреля 1949 г. заместитель начальника смены.
- 15.01.1950 — начальник смены реактора «АВ» (был назначен за три месяца до пуска в эксплуатацию);
- 0 1.09.1951 — заместитель главного инженера реактора «АВ-2»;
- 01.01.1952 — главный инженер реактора «АВ-2»;
- 0 9.02.1952 — главный инженер реактора «АВ-3» (назначен за 7 дней до пуска в эксплуатацию);
- 0 1.02.1954 — откомандирован на объект Блохинцева (ФЭИ, Обнинск).

Далее работал в структуре Министерства среднего машиностроения.
В 1963 г. упоминается как представитель Минатома. Известен тем, что вместе с экипажем первой атомной подводной лодки «Ленинский комсомол» ходил подо льдом на Северный полюс.
Сталинская премия 1951 года — за участие в освоении производства плутония и организаций новых производств на комбинате № 817. Награждён орденом Трудового Красного Знамени (08.12.1951).